# Syndicat national des artistes tatoueurs
 (février 2015).
Le Syndicat national des artistes tatoueurs et des professionnels du tatouage (SNAT) est une association loi de 1901 créée en 2003 par deux tatoueurs français, Tin-Tin (Paris) et Rémy (Étampes), et ayant pour objectif de défendre les tatoueurs et de faire reconnaître le « tatouage artistique et créatif en France ». Le SNAT cherche à faire reconnaître le tatoueur créatif comme un artiste à part entière auprès de l’État et de l’administration fiscale, et tente d’associer les tatoueurs aux projets de réglementation qui les concernent.
Il propose, dès le 27 juillet 2003, une charte d'hygiène. En février 2011, il publie une nouvelle charte professionnelle, visant notamment à engager ses membres tatoueurs dans une démarche artistique et créative.
Cette organisation est critiquée par certains membres du milieu du tatouage pour l'ambiguïté qu'elle entretient avec son appellation de « syndicat », dans la mesure où le SNAT est seulement une association loi de 1901, et non un syndicat de salariés ou syndicat professionnel à proprement parler.

## Historique
En 2003, le SNAT, en collaboration avec un professionnel de la santé rédige la Charte d'hygiène. Cette Charte deviendra par la suite un document de référence servant à la rédaction des protocoles réglementaires actuels[réf. nécessaire].
En décembre 2004, Tin-Tin est reçu au ministère de la santé qui promet d’associer le SNAT aux projets de réglementations. Parallèlement, l'association collabore avec l’Agence française de sécurité sanitaire des produits de santé sur les alertes sanitaires.

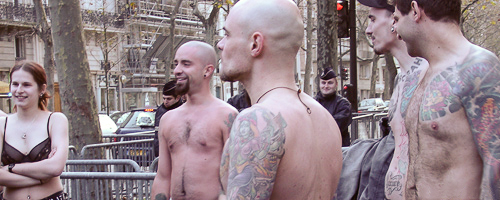
Manifestation le 3 décembre 2005 à Paris.

Le 3 décembre 2005, une manifestation est organisée devant le ministère de la santé ; le nombre de participants est de moins de 250 membres.
Tin-Tin et Rémy se rendent le 12 décembre 2005 au ministère de la santé. Le 22 décembre, la direction générale de la santé décide de reporter la finalisation du projet afin de revoir les textes.
En novembre 2007, le SNAT adresse une requête à la ministre Roselyne Bachelot.
En 2008, la Haute Autorité de lutte contre les discriminations et pour l'égalité (la HALDE) est saisie et une plainte est déposée contre l’Académie de médecine.
En décembre, le premier arrêté d’application du décret du 11 février 2008 est publié. Il concerne l’information préalable à la mise en œuvre des techniques de tatouage et de piercing. Le 26 décembre, c’est au tour de l’arrêté relatif à la formation obligatoire à l’hygiène.
Le 7 janvier 2009, l’arrêté fixant les modalités de déclaration des activités.
Le 20 mars 2009 paraît le dernier texte d’application qui fixe les bonnes pratiques d’hygiène et de salubrité pour la mise en œuvre des techniques de tatouage et de piercing.

## Avancées
Benjamin Mercier, avocat à la cour de Paris, est juriste pour le SNAT. Sa principale requête est d’obtenir pour les tatoueurs le statut d’artiste, puis une application de la TVA à 5,5 %.
La charte d'hygiène diffusée dès la création du SNAT en 2003 est devenue un document de référence[réf. nécessaire] pour les autorités de contrôle (la direction générale de la concurrence, de la consommation et de la répression des fraudes). Le SNAT a obtenu d’être associé à l’élaboration des textes réglementaires encadrant les pratiques du tatouage et du piercing[réf. souhaitée], ce qui a permis la mise en place de règles adaptées et garantissant les meilleures conditions d’hygiène[réf. souhaitée].